# Шорохов, Леонид Николаевич
Леони́д Никола́евич Шо́рохов (род. 26 ноября 1962 года, пос. Шушенское, Красноярский край) — российский политический и государственный деятель, заместитель председателя Правительства Красноярского края — министр сельского хозяйства и торговли Красноярского края.

## Биография
Родился 26 ноября 1962 года в пос. Шушенское Шушенского района Красноярского края.
С 1984 по 1986 гг. работал в СТО МТП Шушенское РО «Сельхозтехника» (инженер-технолог), в 1986 году стал членом колхоза «Россия».
С 2005 по 2007 гг. стал главой Шушенского района в Красноярском крае. В 2007 году был назначен на должность заместителя губернатора региона — руководителя департамента сельскохозяйственной и продовольственной политики администрации Красноярского края.
С июля 2008 года — министр сельского хозяйства и продовольственной политики Красноярского края.
В январе 2010 года стал исполнять обязанности министра сельского хозяйства и продовольственной политики Красноярского края, а уже в марте был вновь официально назначен на должность министра. Курировать сельское хозяйство Шорохов продолжает и на данный момент.
С октября 2018 года Леонид Шорохов назначен на должность заместителя председателя Правительства Красноярского края — министром сельского хозяйства и торговли Красноярского края.

## Награды
- Орден Дружбы (28 ноября 2022 года) — за заслуги в области сельского хозяйства и многолетнюю добросовестную работу[1]
- Медаль ордена «За заслуги перед Отечеством» II степени (20 сентября 2016 года) — за заслуги в развитии агропромышленного комплекса и многолетний добросовестный труд[2]

## Критика
10 февраля на сессии в региональном парламенте предложил «ограмотнять» население. Шорохов указал на неграмотность населения, чтобы они «грамотно составляли документы и следили за целевкой использования этих грантов».